# Colin de Land
Colin de Land (* 1955 in Union City; † 2003) war ein New Yorker Galerist, der die Galerien Vox Populi und American Fine Arts, Co. betrieb. Gemeinsam mit der Kunsthändlerin Pat Hearn gründete de Land 1994 die Armory Show.

## Galerie
De Land wurde in New Jersey geboren. Er studierte Philosophie und Linguistik an der New York University.
1984 eröffnete er die Galerie Vox Populi in der East Sixth Street im East Village. Später benannte er sie in American Fine Arts|American Fine Arts, Co. um. 1986 zog die Galerie in die 40 Wooster Street um. De Land war ein früher Förderer von Künstlerinnen und Künstlern wie Andrea Fraser, Cady Noland, Mark Dion, Jessica Stockholder, John Waters und Christian Philipp Müller. John Waters bezeichnete de Land als eine „Kult-Ikone des Gossen-Couture“.
De Land organisierte regelmäßig kunsttheoretische und -historische Seminare für Sammler. 1992 gründete er zusammen mit Absolventen der Cooper Union das Künstlerkollektiv Art Club 2000, bestehend aus sechs Mitgliedern. Die Gruppe zeigte in den folgenden sieben Jahren jährlich eine Ausstellung in der American Fine Arts, Co.
In ihrem Nachruf schrieb die Kunstkritikerin Roberta Smith: „Er war bekannt für seine entspannten Arbeitsgewohnheiten und noch entspannteren Ausstellungsaufbauten, die nicht immer pünktlich eröffneten, sowie für einen betont modischen Stil, der dem 'White Trash Look' vorausgriff. Gelegentlich stellte er fiktive Künstler aus, etwa John Dogg, dessen Werke weithin Colin de Land und dem Künstler Richard Prince zugeschrieben wurden – jedoch nie offiziell bestätigt.“

## Armory Show
1994 fand erstmals die Gramercy International Art Fair statt – heute bekannt als Armory Show. Sie wurde in Hotelzimmern und Gängen des Gramercy Park Hotel in New York veranstaltet. Die Messe verstand sich als Alternative zu etablierten Kunstmessen wie Art Basel oder Art Cologne. Die vier Galeristen Pat Hearn, Colin de Land, Matthew Marks und Paul Morris versammelten dort eine jüngere Generation von Künstlern aus der New Yorker Downtown-Szene, die von der Rezession der 1980er Jahre geprägt war.
Einige bedeutende Werke der zeitgenössischen Kunst feierten dort ihre Premiere, darunter Mark Dions Lemonade Stand (1996), Andrea Frasers Museum Highlights: A Gallery Talk (1989), May I Help You (1991) und Renée Greens The Pigskin Library (1990).

## Stiftung
1996 wurde bei Pat Hearn, de Lands Ehefrau seit zehn Jahren, Krebs diagnostiziert. De Land organisierte eine Benefiz-Kunstauktion, um Mittel für nicht von der Krankenversicherung abgedeckte medizinische Kosten zu sammeln. Über 300 Künstler und Galeristen spendeten Werke. Aus dem Erlös entstand die Pat Hearn and Colin de Land Cancer Foundation, eine gemeinnützige Organisation zur Unterstützung krebskranker Mitglieder der Kunstszene.
Nach Hearns Tod im Jahr 2000 gründete de Land gemeinsam mit den verbliebenen Mitbegründer der Armory Show den Pat Hearn Acquisition Fund am Museum of Modern Art (MoMA) in New York. Der Fonds dient dem Ankauf von Werken von Künstler, die nach Einschätzung der Kuratoren nicht die ihnen zustehende Anerkennung erhalten haben. Nach de Lands Tod 2003 wurde der Fonds umbenannt, um auch seinen Namen zu würdigen.

## Nachlass und Rezeption
Die Archive der American Fine Arts, Co. und der Pat Hearn Gallery wurden vom Center for Curatorial Studies am Bard College (CCS Bard) in Annandale-on-Hudson, New York, übernommen.
2018 veranstaltete das Hessel Museum of Art die Ausstellung The Conditions of Being Art: Pat Hearn Gallery and American Fine Arts, Co. (1983–2004) und veröffentlichte ein gleichnamiges Buch (Dancing Foxes Press, 2018). Die Papiere Colin de Lands befinden sich heute im Archiv der Smithsonian Institution.

## Publikationen
Zwei Bücher widmen sich Colin de Land und American Fine Arts, Co.:
- Colin De Land, American Fine Arts Co. (2008), herausgegeben von Dennis Balk, enthält Fotografien aus de Lands Archiv und Beiträge von über 50 Künstlern.[12]

- Dealing with—Some Texts, Images, and Thoughts Related to American Fine Arts, Co. (2012), herausgegeben von Valérie Knoll, Hannes Loichinger und Magnus Schaefer, untersucht das Funktionieren der Galerie anhand von Texten, Bildern und theoretischen Ansätzen.[13]